# Busto (La Baña)
Busto es una aldea española situada en la parroquia de Ordoeste, del municipio de La Baña, en la provincia de La Coruña, Galicia.

## Demografía
| Gráfica de evolución demográfica de Busto entre 2000 y 2018 |
|                                                             |
| Datos según el nomenclátor publicado por el INE.            |